# Schulhaus Brunnenmoos

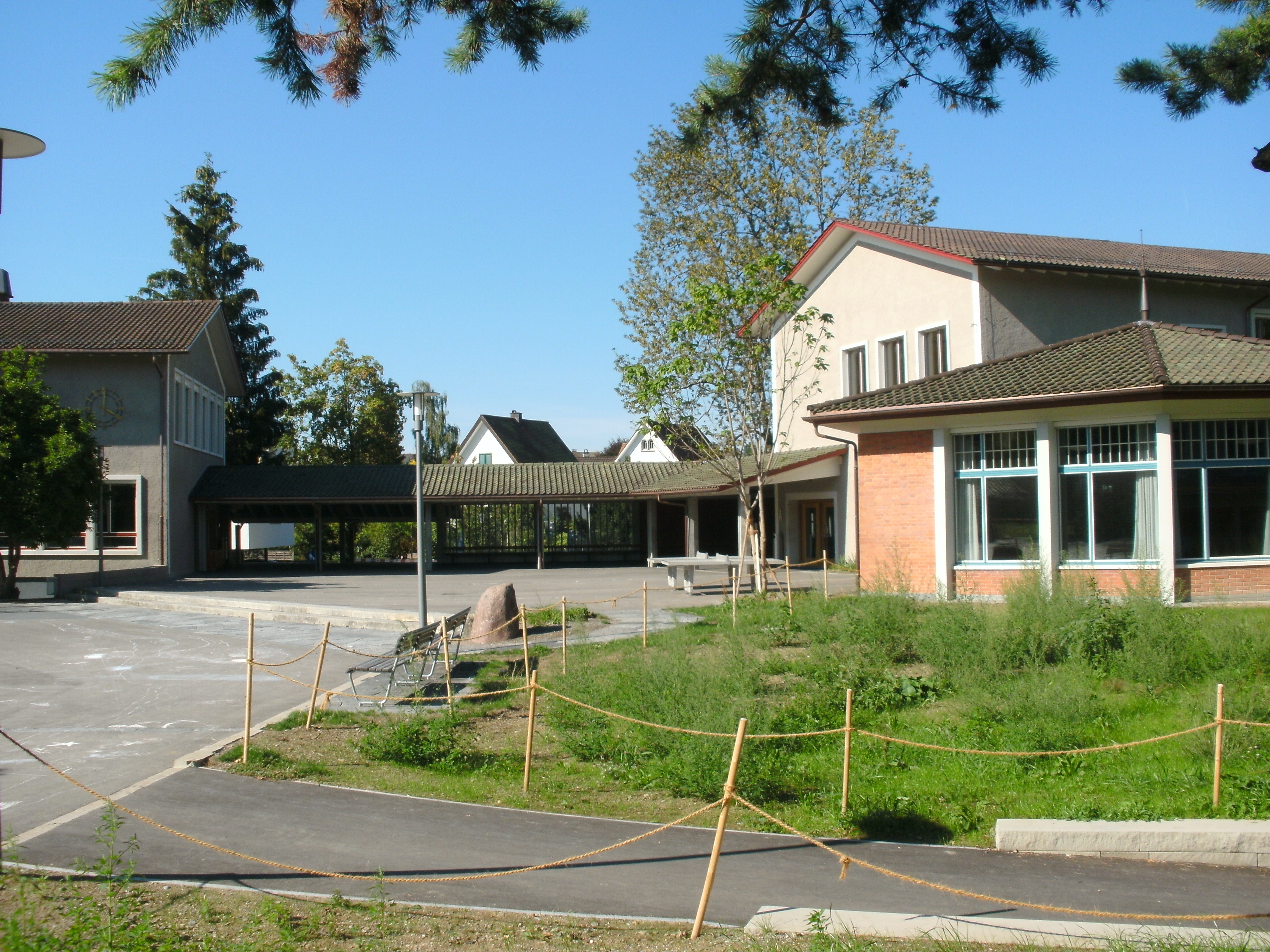
Schulhaus Brunnenmoos, im Vordergrund Singsaal, dahinter offene Halle, welche die beiden Schulhaustrakte verbindet

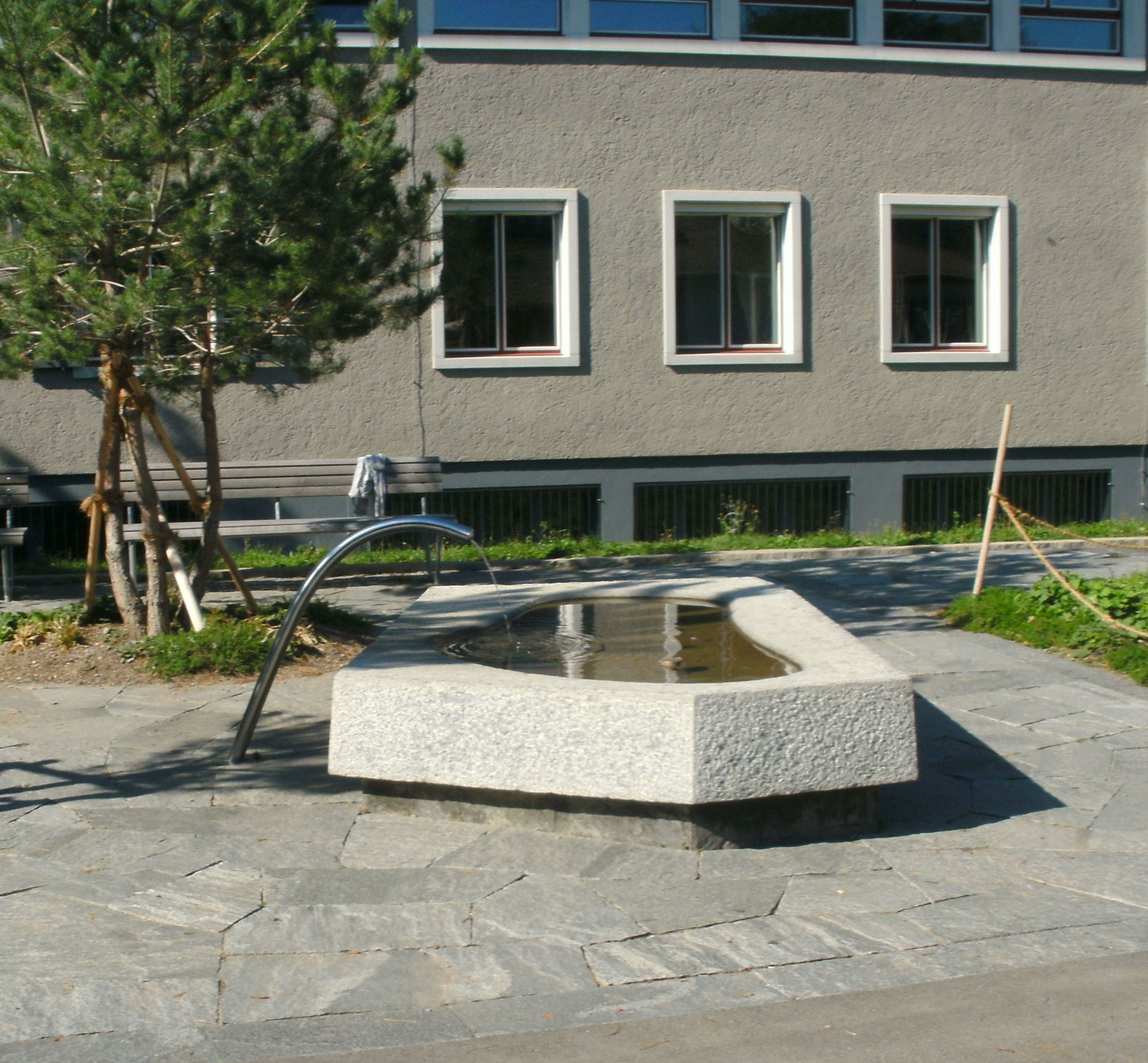
Brunnen auf dem Pausenplatz

Das Schulhaus Brunnenmoos ist ein Schulgebäude in der Gemeinde Kilchberg, Kanton Zürich. Die Schulanlage an der Brunnenmoosstrasse 15 umfasst neben den beiden Schulhaustrakten einen Singsaal, eine Turnhalle, einen Sportplatz und eine Pausenhalle.
Die Schulanlage Brunnenmoos ist ein Baudenkmal der fünfziger Jahre und Zeitzeuge des damals verbreiteten späten Landistils. Sie ist als Kulturgut von regionaler Bedeutung eingestuft und ist als «Übriges Baudenkmal» in der Liste der Kulturgüter in Kilchberg mit drei separaten Einzelobjekten aufgeführt (vgl. Adresse Brunnenmoosstrasse 15).

## Geschichte
Für das Bauprojekt der Schulanlage wurde ein zweistufiger Architektenwettbewerb durchgeführt. Das Preisgericht honorierte 1950 beim Wettbewerb 1. Stufe das Projekt vom Architekt Emil Oberegger, Kilchberg mit dem 1. Preis (CHF 3‘400), dasjenige vom Architekt Alfred Binggeli, Kilchberg mit dem 2. Preis (CHF 3‘200). In der 2. Stufe dieses Wettbewerbes empfahl 1951 das Preisgericht auf Grund der zweiten Bearbeitung der Aufgabe durch die vier eingeladenen Preisträger, die mit je CHF 1‘200 entschädigt wurden, Alfred Binggeli mit der weiteren Bearbeitung des Gesamtprojekts für die Gesamtanlage und Schulhausbauten zu beauftragen.
Nach seinen Plänen wurde die Schulanlage zwischen 1954 und 1955 erbaut. Grundsteinlegung war am 1. März 1954. Die Schulanlage war 1956 bereits auf der Landeskarte kartiert. Bis 2016 diente die Schulanlage der Oberstufenschule (Sekundar- und Realschule). Im Jahr 2016 siedelte die Sekundarschule Kilchberg im Rahmen der Fusion mit der Sekundarschule Rüschlikon vom Brunnenmoos in das Gebiet Moos der Gemeinde Rüschlikon. Wegen Bauverzögerungen des neuen Schulhauses Campus Moos beherbergte das Schulhaus Brunnenmoos ein Jahr zuvor auch die Sekundarschule Rüschlikon. Nach dem Umzug der Sekundarschule wurde die Schulanlage 2017 saniert und umgenutzt. Seither dient sie pädagogischen Angeboten wie Unterstufe der Primarschule, Kindergarten, Kinderkrippe und Mittagstisch, Musikschule, Schulsozialarbeit und therapeutische Dienste.